# Mons Herodotus
Mons Herodotus ist ein Mondberg nahe dem gleichnamigen Krater Herodotus. Beide sind nach dem griechischen Historiker Herodot benannt.  